# Шведский театр (Хельсинки)
Шведский театр (швед. Svenska Teatern) — шведскоязычный театр в столице Финляндии городе Хельсинки. Расположен на площади Эроттайя, в западном конце парка Эспланады. Это первый национальный театр Финляндии.
В Шведском театре две сцены: Stora scenen на 500 зрителей и Miniscenen на 127. В театре работает около 80 человек.
Фасад театра, выходящий на проспект Маннергейма, подсвечивается разными цветами в зависимости от представления, которое дают в этот вечер в театре.

## История
Первый театр в Хельсинки открылся в 1827 году и помещался в деревянном здании. Из-за растущего интереса горожан к театру старое здание не могло вместить желающих, оно было закрыто, а в 1860 открыто новое, каменное здание по проекту Георга Теодора Шевитца на месте существующего ныне Шведского театра. Первой пьесой показанной в театре была «Принцесса Кипра» Захариаса Топелиуса и Фредрика Пациуса.
В 1863 году каменное здание было разрушено пожаром, новое было возведено в 1866 году архитектором Николаем Бенуа. Первоначально театр носил имя Nya Theatre («Новый театр»), однако после основания финского национального театра был переименован в Шведский театр в 1887 году.
Ян Сибелиус впервые представил свою симфонию «Финляндия» в этом театре в 1899 году.
Здание театра было реновировано в 1935 году архитекторами Ээро Саариненом и Яарлом Эклундом.